# KPD-Verbot
Das KPD-Verbot vom 17. August 1956 war das zweite Parteienverbot in der Geschichte der Bundesrepublik Deutschland, nachdem die offen neonazistische Sozialistische Reichspartei (SRP) 1952 verboten worden war. Es führte zu der Zwangsauflösung der ersten Kommunistischen Partei Deutschlands (KPD), dem Entzug ihrer politischen Mandate, dem Verbot der Gründung von Ersatzorganisationen und Gerichtsverfahren gegen tausende Mitglieder.

## Hintergrund
Die KPD hatte sich nach zwölfjährigem Verbot während der Zeit des Nationalsozialismus 1945 neu gegründet und als erste Partei von allen vier Besatzungsmächten in Deutschland die geforderte Lizenz erhalten. In den Westzonen war sie mit Hugo Paul (später ersetzt durch Heinz Renner) und Max Reimann im Parlamentarischen Rat vertreten und zog mit 5,7 Prozent (1.361.706 Wähler) 1949 in den ersten Deutschen Bundestag ein. Unter den vorherrschenden politischen Bedingungen war sie dort isoliert, weil sie als der damals stalinistischen Sowjetunion hörig galt und ihr von der Mehrheit der anderen im Bundestag vertretenen Parteien eine Mitschuld am Scheitern der Weimarer Republik vorgeworfen wurde.
Im September 1950 verabschiedete die Bundesregierung den so genannten Adenauer-Erlass, der die Verfassungstreue der öffentlich Bediensteten festschrieb und damit Mitgliedschaften in verfassungsfeindlichen Organisationen verbot. Viele Kommunisten wurden daraufhin unter dem Vorwurf der Verfassungsfeindlichkeit aus dem öffentlichen Dienst entlassen.
Die Bundesregierung verbot am 26. Juni 1951 die FDJ nach Artikel 9 Abs. 2 des Grundgesetzes. Hierfür wurden insbesondere ihre engen Verbindungen zur SED und zu der zu dieser Zeit noch legalen KPD als Gründe angeführt. Kurz darauf wurde in nur zwei Tagen das 1. Strafrechtsänderungsgesetz beschlossen, das 37 neue Strafnormen festlegte und unter anderem Hochverrat, Landesverrat und Geheimbündelei unter Strafe stellte, was später einige KPD-Mitglieder betraf.
Am 23. November 1951 stellte die Bundesregierung Antrag auf Feststellung der Verfassungswidrigkeit der KPD durch das Bundesverfassungsgericht, ebenso wie bereits drei Tage zuvor gegen die Sozialistische Reichspartei (SRP), die offen neonazistisch war und bereits 1952 verboten wurde. Hans Ritter von Lex, damals Staatssekretär im Bundesministerium des Innern, vertrat die Bundesregierung vor dem Bundesverfassungsgericht in beiden Verfahren gegen die KPD und die SRP. Zuvor waren einige Abgeordnete der KPD (Heinz Renner, Oskar Müller, Walter Vesper und Friedrich Rische) wegen unparlamentarischen Verhaltens für 20 Sitzungstage aus dem Bundestag verwiesen worden. Damit begannen etliche Durchsuchungen von Parteibüros, um Beweise für das anstehende Verfahren zu sammeln.
Schon frühzeitig war die KPD an den Aktionen gegen die westdeutsche Wiederbewaffnung (von ihr als „Remilitarisierung“ bezeichnet) maßgeblich beteiligt, so mit Demonstrationen und einer (1951 vom Bundesinnenminister verbotenen) Volksbefragung. Zu dieser Zeit sank bereits ihr Zuspruch bei Wahlen aus unterschiedlichen Gründen. Die Volksbefragung diente als Anlass für einen Prozess wegen Hochverrats – ein Paragraph, der seit der NS-Zeit nicht mehr angewandt worden war und erst mit dem 1. Strafrechtsänderungsgesetz 1951 wieder eingeführt wurde. Mitglieder des Hauptausschusses für Volksbefragung wurden 1954 angeklagt und im Urteil nicht als hochverräterisch, aber doch als „verfassungsfeindliche Vereinigung“ kriminalisiert. Trotz Repressionen fügte die KPD sich mit ihrer Volksbefragung in eine Bewegung ein, die in der Bevölkerung Nachkriegsdeutschlands einen weit über die KPD-Stimmzahl hinausgehenden Rückhalt hatte. Immerhin konnte die KPD vor dem Verbot ihrer Volksbefragung bereits neun Millionen Nein-Stimmen gegen eine Wiederbewaffnung sammeln.
Sie pflegte enge Kontakte zur DDR und damit zur SED, die aus der Zwangsvereinigung von SPD und KPD im Osten hervorgegangen war. Dies galt als Hochverrat. Sie warb für eine Wiedervereinigung Deutschlands zu Konditionen, die mit der von den Adenauer-Regierungen betriebenen Westintegration nicht vereinbar waren.
Im Januar 1952 wurde die Geschäftsordnung des Bundestages geändert, wodurch die KPD den Fraktionsstatus und damit das Recht verlor, Anträge und Anfragen zu stellen. Die außerparlamentarische Agitation der Partei verschärfte sich darauf bis hin zu einem Aufruf zum „revolutionären Sturz des Regimes Adenauer“. Dadurch lieferte die Partei selbst wichtige Argumente für ihr Verbot.

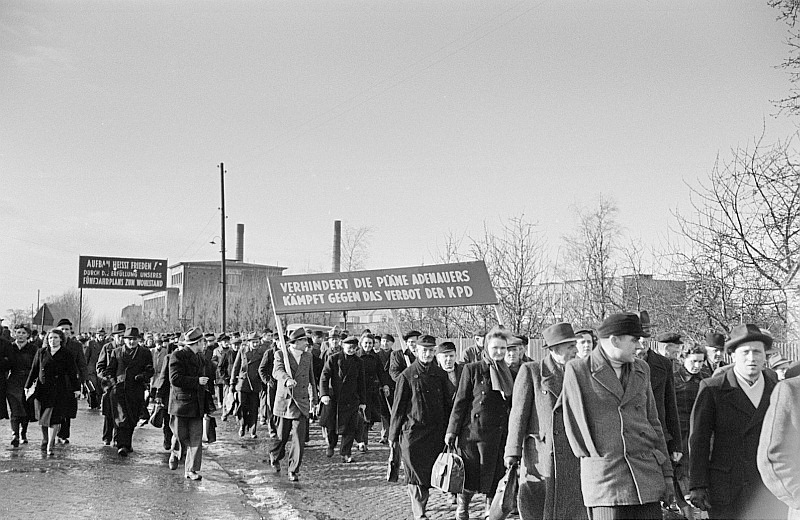
Transparent gegen ein KPD-Verbot auf einer Demonstration der Leipziger Eisen- und Stahlwerke (1952)

Ab 1953 war die KPD, die nur 2,2 % (607.860 Wähler) erzielte, im Bundestag nicht mehr vertreten und konnte sich in der Folge nur noch in wenigen Landtagen halten. Sie zählte allerdings zum Zeitpunkt ihres Verbots noch zwischen 78.000 und 85.000 Mitglieder.
Am 23. November 1954 begann die mündliche Verhandlung vor dem Ersten Senat des Bundesverfassungsgerichts. Kurz vor ihrem Verbot, im April 1956, widerrief die Partei den Grundsatz des revolutionären Sturzes Adenauers.

## Das Urteil
Es dauerte fünf Jahre, bis das Bundesverfassungsgericht zu einem Urteil kam. Zuvor hatte die Regierung unter Konrad Adenauer die Grundordnung des Gerichtes dahingehend geändert, dass sechs Wochen nach Beendigung des mündlichen Verfahrens ohne Ergebnis das Verfahren auf den 2. Senat überging, was von vielen Kritikern als indirekte Druckausübung und Beeinflussung gesehen wird. Das lange Zögern des Gerichts, ein Urteil zu fällen, wird vielfältig auch als Unwillen der Richter gegen den Antrag und die Hoffnung auf ein Umbesinnen der Regierung gewertet. Dazu kam noch, dass der erste Präsident des Bundesverfassungsgerichtes Hermann Höpker-Aschoff, ein erklärter Gegner des KPD-Verbots, 1954 verstarb und der als rechtskonservativ geltende Josef Wintrich seine Position einnahm. Auch führte der Präsident des Bundesverfassungsgerichts in seiner Erklärung vor der Verlesung der Urteilsgründe aus, dass das Gericht für den Antrag der Bundesregierung keine Verantwortung trage und nur nach rechtlichen Gesichtspunkten zu entscheiden habe.
Das Gericht begründete ausführlich die Rechtmäßigkeit eines Parteienverbotes nach dem Grundgesetz. Hierfür zog es auch besonders die historische Intention des Gesetzgebers nach dem Sturz des „totalitären Staatssystems“ heran:

„Der Einbau wirksamer rechtlicher Sicherungen dagegen, daß solche politischen Richtungen jemals wieder Einfluß auf den Staat gewinnen könnten, beherrschte das Denken des Verfassungsgebers.“

Eine Partei müsse, um als verfassungswidrig zu gelten, „die obersten Werte der Verfassungsordnung verwerfen, die elementaren Verfassungsgrundsätze, die die Verfassungsordnung zu einer freiheitlichen demokratischen machen […].“ Dazu muss allerdings „eine aktiv kämpferische, aggressive Haltung gegenüber der bestehenden Ordnung hinzukommen; sie muß planvoll das Funktionieren dieser Ordnung beeinträchtigen, im weiteren Verlauf diese Ordnung selbst beseitigen wollen.“ Auf die geringen Erfolgsaussichten dieser Ziele komme es nicht an, was in Anbetracht der Isolierung der KPD anzunehmen war, denn:

„Eine Partei kann nach dem Gesagten auch dann verfassungswidrig im Sinne des Art. 21 Abs. 2 GG sein, wenn nach menschlichem Ermessen keine Aussicht darauf besteht, daß sie ihre verfassungswidrige Absicht in absehbarer Zukunft werde verwirklichen können.“

Dasselbe gelte auch für den Fall, dass sie ihre verfassungswidrigen Ziele zeitweise zurückstellt.
Die für die KPD aus dem Marxismus-Leninismus folgende Politik deutete das Gericht so:

„In eine Formel zusammengefaßt würde also die aus der Lehre des Marxismus-Leninismus zu erschließende gesellschaftliche Entwicklung sein: Errichtung einer sozialistisch-kommunistischen Gesellschaftsordnung auf dem Wege über die proletarische Revolution und die Diktatur des Proletariats.“

Diese Ziele seien unvereinbar mit der freiheitlich-demokratischen Grundordnung. Die KPD verhalte sich als „marxistisch-leninistische Kampfpartei“ und lehne somit „also Prinzipien und Institutionen ab, deren Geltung und Bestehen Voraussetzung für das Funktionieren einer freiheitlichen demokratischen Ordnung ist.“ Sie benutze jene Institutionen und berufe sich auf diese sowie auf das Grundgesetz nur als Hilfsmittel zur Herbeiführung einer revolutionären Situation.
Bei der Behandlung des Marxismus-Leninismus ging das Gericht auch weiter auf die proletarische Revolution und die Diktatur des Proletariats als Ziel ein. Es führte an, dass nach Marx, Engels, Stalin und Lenin die Revolution fast ausschließlich als gewaltsamer Umsturz erfolgen kann. Hierfür zitiert das Gericht einige Dokumente der KPD, in denen diese einräumt, dass es „[…] keinen friedlichen Weg zum Sozialismus“ gibt. Zur Unvereinbarkeit von freiheitlicher Demokratie und der Diktatur des Proletariats meint das Gericht:

„Damit tritt an die Stelle der Gleichheit aller Staatsbürger die Scheidung in „führende“, d. h. herrschende, mittels eines „Bündnisses“ „geführte“, d. h. beherrschte, und „unterdrückte“ Klassen und die Förderung oder Unterdrückung des Individuums je nach seiner Klassenzugehörigkeit oder allenfalls nach dem Maße seiner Nützlichkeit für das allgemeine gesellschaftliche Ziel. Grundrechte im Sinne der freiheitlichen Demokratie können hier dem Einzelnen als solchem nicht zustehen.“

Dies führt das Gericht später näher aus:

„So müssen notwendig gerade die wichtigsten politischen Grundrechte, insbesondere das Recht zu freier Meinungsbildung und Meinungsäußerung, auch im politischen Bereich, ihren Wert verlieren. Die Presse- und Vereinigungsfreiheit ist ohnehin durch die eindeutige Vorrangstellung der kommunistischen Partei und ihrer Hilfsorganisationen praktisch erheblich eingeschränkt.“

Für die aktuelle Politik der KPD wurde hauptsächlich das „Programm zur nationalen Wiedervereinigung“ herangezogen. Dieses wurde schon im Voraus von anderen Gerichten als Hochverrat bezeichnet, denn in jenem rief die Partei zum „Sturz des Adenauer-Regimes“ auf. Daraus folgte für das Gericht:

„Mit dem Angriff gegen das „Adenauer-Regime“ beabsichtigt die KPD zugleich einen Angriff gegen die freiheitliche demokratische Grundordnung.“

Die Verfassungswidrigkeit der KPD wurde schließlich auch mit ihrem „politischem Gesamtstil“ begründet, wofür das Bundesverfassungsgericht besonders aggressive Äußerungen anführte. Diese Äußerungen seien „Ausdruck einer planmäßigen Hetze, die auf die Herabsetzung und Verächtlichmachung der Verfassungsordnung der Bundesrepublik abzielt. Ihr Ansehen soll geschmälert, das Vertrauen des Volkes auf die von ihr aufgerichtete Wertordnung soll erschüttert werden.“ Es handle sich hierbei nicht um einzelne Entgleisungen, sondern lasse geplantes Vorgehen erkennen.
Die im Gerichtsurteil häufig angewandte Bezeichnung „Freiheitliche demokratische Grundordnung“ definierte das Gericht im Verfahren gegen die SRP 1952 u. a. so:

„Freiheitliche demokratische Grundordnung im Sinne des Art. 21 II GG ist eine Ordnung, die unter Ausschluß jeglicher Gewalt und Willkürherrschaft eine rechtsstaatliche Herrschaftsordnung auf der Grundlage der Selbstbestimmung des Volkes nach dem Willen der jeweiligen Mehrheit und der Freiheit und Gleichheit darstellt.“

Die Vertreter der KPD hatten schon am Anfang des Verfahrens darauf hingewiesen, dass die Partei schon allein dadurch demokratisch sein müsse, weil sie in allen Besatzungszonen lizenziert worden ist. Dies wurde mit der Begründung zurückgewiesen, die Besatzer hätten zu dieser Zeit nur nach antifaschistischem Grundsatz geurteilt und nicht nach dem der freiheitlichen demokratischen Grundordnung, die zu dieser Zeit noch gar nicht entwickelt worden war. Auch dem Einwand, die Wiedervereinigung mit gesamtdeutschen Wahlen würde durch ein Verbot erschwert werden, entsprach das Gericht nicht, denn es hätte nicht feststellen können „dass ein Verbot der KPD ein rechtliches oder ein unüberwindliches tatsächliches Hindernis“ darstelle. Ab 1956 versuchte die KPD erfolglos, zurück in die mündliche Beweisaufnahme zu kommen, da sie meinte, ihre Parteipolitik hätte sich durch die Entstalinisierung entscheidend verändert.
Der 1. Senat verbot schließlich am 17. August 1956 die Kommunistische Partei Deutschlands, verbot ebenfalls die Gründung von Ersatzorganisationen, zog aber nicht ihre Landtagsmandate ein, da die betreffenden Länder schon entsprechende Regelungen getroffen hatten, beschlagnahmte hingegen das Parteivermögen für gemeinnützige Zwecke und setzte sechs Monate Mindeststrafe für einen Verstoß gegen die Verfügung fest (BVerfGE 5, 85).

## Auswirkungen
Die KPD wurde (nach 1919, 1923 und 1933) ein viertes Mal seit ihrer Gründung für illegal erklärt. Dies führte zu tausenden Verfahren und Verurteilungen. Noch am Tag der Urteilsverkündung wurden von der Polizei Parteibüros geschlossen, Druckereien beschlagnahmt und 33 Funktionäre festgenommen. Teile der Führungsspitze der Partei hatten sich bereits vor der Urteilsverkündung in die DDR abgesetzt. Das Parteivermögen, darunter Immobilien, Druckereien und 17 Zeitungen mit einer Auflage von insgesamt rund 150.000 Exemplaren wurde eingezogen und gemeinnützigen Zwecken zugeführt. Gegen das KPD-Verbot gab es insbesondere aus der Arbeiterschaft keine großen Proteste, da die Partei sich in den Gewerkschaften durch die „These 37“, die diese der Zusammenarbeit mit den „deutschen Monopolisten“ beschuldigte, selbst isoliert hatte. Erst nach der Spiegel-Affäre warfen die Medien wie der Spiegel, die Zeit und die Süddeutsche Zeitung einen kritischeren Blick auf die rechtsstaatliche Praxis in der Bundesrepublik, was bis zum Vorwurf der politischen Justiz gipfelte und schließlich auch Diskussionen um eine Wiederzulassung der KPD Raum gab.
Die in der Folge eingeleiteten Ermittlungsverfahren gegen Mitglieder und der Partei Nahestehende hatten zum Teil erhebliche persönliche Konsequenzen, selbst wenn keine Verurteilung erfolgte, denn der Verdacht einer strafbaren Handlung konnte als wichtiger Grund für eine Kündigung dienen. Ebenfalls reichte die reine politische Betätigung am Arbeitsplatz zur Kündigung aus. Dazu sind Fälle bekannt, in denen der Verfassungsschutz bei Neueinstellung eines Kommunisten auf seine politische Vergangenheit hinwies, was zur erneuten Entlassung führen konnte. Die Zahl der eingeleiteten Ermittlungen und Verurteilungen wird mit 125.000 bis 200.000 Ermittlungen und 7.000 bis 10.000 Verurteilungen angegeben – bei 78.000 bis 85.000 KPD-Mitgliedern zum Zeitpunkt des Verbots der Partei. Betroffen waren auch viele Kommunisten, die in den Jahren der nationalsozialistischen Diktatur lange Jahre in Zuchthäusern und Konzentrationslagern verbringen mussten. Bis 1958 gab es auf Länderebene 80 Verbote gegen Organisationen, die als von der KPD gelenkt galten und somit unter das Urteil fielen. Insgesamt wird die Zahl der als Ersatzorganisationen verbotenen Vereinigungen und Organisationen von der DDR mit mehr als 200 angegeben. Die meisten Verbote erfolgten wegen verfassungsfeindlicher Vereinigung (§ 90a StGB, zuerst verfassungsverräterische Vereinigung und dann Verstoß gegen Parteiverbot), Organisationsdelikte (§ 128–129a, beinhaltete u. a. Geheimbündelei und Kriminelle Vereinigung), Staatsgefährdung (§ 88–98 StGB) und Landesverrat (§ 99–101 StGB).
Im niedersächsischen Landtag durften die zwei Abgeordneten der KPD (Ludwig Landwehr und Heinz Zscherpe) als Fraktionslose ihre Mandate behalten, ähnlich wurde in der Bremer Bürgerschaft verfahren. Die vier Abgeordneten verblieben in der kommunalen Stadtbürgerschaft als unabhängige Gruppe. Nach dem Beitritt des Saarlandes in die Bundesrepublik wurde die Kommunistische Partei Saar am 9. April 1957 verboten, nachdem sie zuvor vom Bundesverfassungsgericht als Ersatzorganisation der KPD eingestuft worden war. Der Versuch des saarländischen Landtags, den beiden KP-Abgeordneten im Juli 1959 ihre Mandate zu entziehen, scheiterte an einer einstweiligen Anordnung des Verfassungsgerichtshofes des Saarlandes; in der Hauptsache wurde nicht über die Rechtmäßigkeit des Mandatsentzugs entschieden. Die Kommunalmandate der KPD waren gemäß den Schlüssen aus dem Verbotsurteil gegenüber der SRP in Bayern und Nordrhein-Westfalen aberkannt worden. Josef Angenfort, Vorsitzender der FDJ, wurde (trotz seiner allerdings begrenzten Immunität als Abgeordneter des Landtags von Nordrhein-Westfalen) zu fünf Jahren Zuchthaus verurteilt und bekam damit die höchste Strafe, die im Zuge der Prozesswellen ausgesprochen wurde. Angenfort wurde als Leiter der westdeutschen FDJ die Unterstützung des Programms der nationalen Wiedervereinigung vorgeworfen und damit Hochverrat (sowie Verstöße gegen § 90a, 91, 128, 129 StGB) begangen zu haben.
Mitglieder der im Untergrund agierenden Partei stellten sich auch nach 1956 mehrfach zur Wahl und erzielten im Kommunalbereich auch einige Sitze. Vereinzelt stellte sie sogar den Bürgermeister, so wie in der Gemeinde Pfeffelbach. Mehrere Wählergemeinschaften und Kandidaturen von einzelnen Kommunisten wurden allerdings verboten und die Kandidaten wegen Verstoßes gegen das KPD-Verbot verurteilt. Hierbei traf es auch Leute, denen keine Verbindungen zur KPD vor oder nach dem Verbot nachgewiesen werden konnte, sondern lediglich einzelne Merkmale der Gesinnung teilten oder Kontakte in die DDR hatten. In der Regel beinhalteten diese Verurteilungen auch den Entzug der bürgerlichen Ehrenrechte. Zeitweise wurden sogar Mitglieder für die Mitarbeit in der Partei, als sie noch legal war, verurteilt, was das Bundesverfassungsgericht dann aber 1961 aufhob.
1957 wurde ein Antrag der FDP auf politische Amnestie, was viele Kommunisten betroffen hätte, vom Bundestag abgelehnt. Die KPD rief dazu auf, zur Bundestagswahl 1957 die SPD sowie 1961 und 1965 die DFU zu wählen, die sich teilweise als Sammelbecken für Kommunisten gebildet hatte.
Herbert Wehner und Willy Brandt sprachen sich im Zuge des politischen Wandels der 1960er Jahre für eine Legalisierung der Aktivitäten von Kommunisten aus, weil dies innen- wie außenpolitisch (im Sinn von Brandts auf Entspannung setzender Ostpolitik) eine positive Wirkung hätte. Sie betonten dabei, dass dies lediglich in einer Neugründung stattfinden könne, die sich auf den Boden des Grundgesetzes stelle, da eine schlichte Wiederzulassung nicht denkbar wäre. So kam es dann zur Gründung der DKP, die stets als wirkliche Nachfolgeorganisation der KPD galt, aber im Zuge der Entspannungspolitik toleriert wurde. Außerdem gründeten sich viele weitere KPDs, die jeweils für sich in Anspruch nahmen, die rechtmäßigen Nachfolger zu sein.
Am Tag des Parteiverbots begann der propagandistische Deutsche Freiheitssender 904 der DDR mit dem Sendebetrieb.

## Historische Bewertung
Die CDU und ihre Abgeordneten (wie z. B. der damalige Bundesinnenminister Paul Lücke (CDU)) sehen das Verbot als legitim an und betonten dabei das ordnungsgemäße Zustandekommen des Gerichtsurteils, wie es (nach Artikel 21, Absatz 2) von der Verfassung vorgesehen wird. Deshalb hielten sie eine Wiederzulassung auch für unmöglich, da sie direkt in die Gewaltenteilung eingreifen würde. Diese Auffassung teilte auch der Bundesjustizminister der Großen Koalition, der spätere Bundespräsident Gustav Heinemann (SPD). Die gerichtliche Verurteilung sei ebenfalls exemplarisch notwendig und dabei „rechtsstaatlich gebändigt“ gewesen und insbesondere im Vergleich zur DDR äußerst milde verlaufen. Hierfür spricht, dass weitgehend Bewährungsstrafen und wahrscheinlich auch nur zwei Haftstrafen über 3 Jahre verhängt wurden.
Kommunisten selbst und andere Linke halten den Kampf der KPD gegen Wiederbewaffnung und Atomwaffen für den wahren Grund des Verbots, als einzige „richtige“ Opposition, die für die CDU-Regierung somit ein Hindernis darstellte. Es wird Adenauer persönlich vorgeworfen, enormen Druck auf das Bundesverfassungsgericht ausgeübt und somit in die Gewaltenteilung eingegriffen zu haben. Das Gericht selbst habe eine Gefahr aus der Literatur nur konstruiert und keine wirklichen Beweise angeführt. Die KPD wird daher als Opfer des Kalten Krieges und der dadurch verhärteten Fronten gesehen, verstärkt durch die Teilung Deutschlands.
Die Europäische Kommission für Menschenrechte lehnte 1957 die Beschwerde von Max Reimann und Walter Fisch namens der KPD gegen das Verbot als unzulässig ab. Die Europäische Menschenrechtskonvention schütze keine Bestrebungen, eine Diktatur zu errichten.
Seit der Tolerierung der DKP und spätestens mit dem Zusammenbruch des Sowjet-Kommunismus ist die politische Gefahreneinschätzung einer kommunistischen Partei jedenfalls deutlich gesunken. So hat 1996 die damalige Präsidentin des Bundesverfassungsgerichts Jutta Limbach erklärt, sie würde nach gegenwärtigen rechtsstaatlichen Gesichtspunkten die KPD nicht mehr verbieten.
Das Verbot ist bisher das einzige einer Kommunistischen Partei innerhalb einer westeuropäischen Demokratie nach dem Zweiten Weltkrieg. Im Jahr 1940 wurde in der Schweiz die Kommunistische Partei der Schweiz verboten. Allerdings wurden auch in anderen Ländern Maßnahmen gegen Kommunisten ergriffen. So wurde die politische Meinungsäußerung in den 1950er Jahren von Kommunisten in den USA (in denen jenen in der McCarthy-Ära auch der öffentliche Dienst verweigert wurde), Kanada und Australien stark eingeschränkt. In Letzterem wurde versucht die Kommunistische Partei zu verbieten, was aber am dortigen High Court scheiterte. Die KPdSU wurde nach dem Zusammenbruch der Sowjetunion in Russland verboten, ihre Nachfolgeorganisation aber geduldet.
Nach Ansicht des Historikers Josef Foschepoth, der Mitte 2016 freigegebene Akten zum KPD-Verbot einsehen konnte, war das Bundesverfassungsgericht in den Anfangsjahren keineswegs die unabhängige Instanz, als die es heute wahrgenommen wird. Es habe damals gerade in der Frage des KPD-Verbots einen sehr viel stärkeren Druck auf die Richter gegeben, als das bislang bekannt sei.
In seiner 2017 erschienenen Studie zum KPD-Verbot kommt Foschepoth zu dem Schluss, das Verfahren selbst sei verfassungswidrig gewesen. So habe die Bundesregierung im von der Ideologie des Antikommunismus geprägten „Kalten Bürgerkrieg“ massiv Druck auf das Gericht ausgeübt und die Gewaltenteilung durch unzulässige Absprachen mit dem Gericht, in erster Linie mit dem Berichterstatter des Senats Erwin Stein, zu Lasten der Prozessvertreter der KPD beeinträchtigt. „Wäre schon damals bekannt geworden, wie eng die Zusammenarbeit zwischen dem Bundesverfassungsgericht und der Bundesregierung in allen Phasen des Verfahrens tatsächlich war“, so Foschepoth, „hätte das zweifellos das Ende des Staatsprozesses gegen die KPD bedeutet“. Als markantestes Beispiel für Steins unzulässiges Gebaren im Prozessverlauf nennt Foschepoth, wie Stein seine am 27. und 28. Juni 1952 durchgeführte Vernehmung des in die Bundesrepublik geflohenen DDR-Funktionärs Georg Wilhelm Jost, der im Präsidium der Nationalen Front der DDR für die „Westarbeit“ zuständig war, protokolliert hat. Stein fügte in das Protokoll seiner eigenen Vernehmung 10 Seiten der nach einer Befragung durch den Verfassungsschutz gefertigten Erklärung Josts vom 16. Mai 1952 zum großen Teil wörtlich ein, so als habe Jost diese Aussagen ihm gegenüber gemacht.

## Neuere politische Nachwirkungen
1995 beschloss der Niedersächsische Landtag einstimmig die nachträgliche Zahlung der Wiedergutmachungsrente für Verfolgte des Naziregimes. Diese konnte nach dem Bundesentschädigungs- und Häftlingshilfegesetz versagt werden, wenn die betreffende Person nach 1945 gegen die freiheitliche demokratische Grundordnung eintrat (§ 6 des Bundesentschädigungsgesetzes), was infolge des KPD-Verbotes auch Anwendung fand. Die Landesregierung kippte allerdings aufgrund rechtlicher Bedenken diese Initiative, die einer Teilrehabilitierung der Betroffenen gleichgekommen wäre. Gegen Ende des Jahres 2006 griff die Linkspartei diese Idee wieder in einem Vorschlag zur Änderung des Bundesentschädigungsgesetzes auf.
Zum 50. Jahrestag des KPD-Verbots gab es Veranstaltungen und Demonstrationen, die eine Wiederzulassung sowie die Aufhebung der Urteile forderten. Dies wurde hauptsächlich von der DKP, der FDJ, der SDAJ und verschiedenen Bürgerrechtlern wie Karl Stiffel und Rolf Gössner sowie einzelnen Vertretern der Linkspartei.PDS getragen und unterstützt.
Am 19. Mai 2014 übergaben Peter Dürrbeck, Sprecher der Initiativgruppe für die Rehabilitierung der Opfer des Kalten Krieges (IROKK), und der langjährige Vorsitzende der VVN-BdA, Heinrich Fink, eine von rund 3000 Personen unterzeichnete Petition an den Petitionsausschuss des Deutschen Bundestages, in dem eine Aufhebung des Verbotsurteils gefordert wird. Mit Datum vom 22. Mai wurde dem Sprecher der IROKK in Essen mitgeteilt, dass die in der Petition vom Bundestag geforderte Überprüfung des Verbotsurteils wegen „Dreiteilung der Staatsgewalt und der Unabhängigkeit der Richter“ nicht möglich sei.
Im Sommer 2016, zum 60. Jahrestag des Verbots, forderte der Abgeordnete der Linksfraktion Jan Korte, das KPD-Verbot als „Relikt aus der Eiszeit des Kalten Krieges so schnell wie möglich zu überwinden“ und die Justizopfer des Kalten Krieges zu rehabilitieren.
Bei dem 2. NPD-Verbotsverfahren entschied das Bundesverfassungsgericht im Januar 2017, die NPD nicht zu verbieten und begründete dies mit fehlenden Anhaltspunkten für eine erfolgreiche Durchsetzung ihrer verfassungsfeindlichen Ziele. Laut der Pressemitteilung des Bundesverfassungsgerichtes hält der Senat nicht weiter an der abweichenden Definition aus dem KPD-Verbot fest.

## Möglichkeiten der Wiederzulassung
Es wird von Anhängern und Sympathisanten eine Wiederzulassung gefordert, zum einen, um eine Entschädigung für die Opfer zu ermöglichen, und zum anderen, um die theoretisch gegebene Möglichkeit der neuerlichen Anwendung auszuschließen.
Ein Weg der Wiederzulassung wäre die Streichung der in Artikel 21 Absatz 2 des Grundgesetzes vorgesehenen Möglichkeit von Parteienverboten, wofür eine Zwei-Drittel-Mehrheit in Bundestag und Bundesrat erforderlich wäre. Danach könnte sich die KPD neu konstituieren und hätte alle ihr dadurch zustehenden Rechte, ohne dass sie erneut verboten werden könnte.
Auch kann das Bundesverfassungsgericht in gewissen zeitlichen Abständen das Urteil überprüfen und gegebenenfalls aufheben. Es kann hierbei die damalige Begründung insgesamt für nichtig erklären oder aber auf die jetzige Situation beziehen und dadurch feststellen, dass die damals angeführten Gründe heute nicht mehr bestehen.
Das Gericht selbst hatte in seiner Urteilsbegründung die Möglichkeit einer Wiederzulassung für den Fall der Wiedervereinigung mit anschließenden gesamtdeutschen Wahlen angeführt. Sie könne für diesen Vorgang sogar ihr Parteivermögen zurückerhalten, um gegenüber anderen Parteien nicht benachteiligt zu werden.
Selbst die Aufhebung des KPD-Verbotes würde keine automatische Rehabilitierung und Entschädigung für die Verurteilten beinhalten, hierfür müsste ein neues Gesetz erlassen werden.

### Darstellungen
- Wolfgang Abendroth, Helmut Ridder und Otto Schönfeldt: KPD-Verbot oder mit Kommunisten leben? Rowohlt Verlag, Reinbek bei Hamburg 1968.
- Alexander von Brünneck: Politische Justiz gegen Kommunisten in der Bundesrepublik. Suhrkamp, Frankfurt am Main 1978.
- Josef Foschepoth: Verfassungswidrig! Das KPD-Verbot im Kalten Bürgerkrieg. Vandenhoeck & Ruprecht, Göttingen 2017, ISBN 978-3-525-30181-4.
- Georg Fülberth: KPD und DKP. Distel Verlag, Heilbronn 1990.
- Rolf Gössner: Die vergessenen Justizopfer des Kalten Krieges. Aufbau Taschenbuch Verlag, 1998.
- Günter Judick, Josef Schleifstein, Kurt Steinhaus: KPD 1945–1968 Dokumente. Marxistische Blätter, Neuss 1989.
- Wilhelm Mensing: Nehmen oder Annehmen. Die verbotene KPD auf der Suche nach politischer Teilhabe. edition interfrom, Zürich 1989, ISBN 3-7201-5220-0.
- Sarah Langwald: Kommunistenverfolgung und juristische Gegenwehr: die „Verteidigerkomiteebewegung“ und der „Hauptausschuss für Volksbefragung“. In: Arbeit – Bewegung – Geschichte. Heft I/2018, S. 92–109.
- Gerd Pfeiffer, Hans-Georg Strickert: KPD-Prozess. Dokumentarwerk zu dem Verfahren über den Antrag der Bundesregierung auf Feststellung der Verfassungswidrigkeit der Kommunistischen Partei Deutschlands vor dem Ersten Senat des Bundesverfassungsgerichts, 3 Bände, Verlag C.F. Müller, Karlsruhe 1956 (Retro-Digitalisat der Inhaltsverzeichnisse aller drei Bände).
- Presse- und Informationsamt der Bundesregierung: Verfahren gegen die KPD vor dem Bundesverfassungsgericht. Badendruck, Karlsruhe.
- Martin Will: Ephorale Verfassung. Das Parteiverbot der rechtsextremen SRP von 1952, Thomas Dehlers Rosenburg und die Konstituierung der Bundesrepublik Deutschland. Mohr Siebeck, Tübingen 2017, ISBN 978-3-16-155893-1 (zum KPD-Verbot: Kapitel 8 = S. 441 ff.)

### Rechtliche Betrachtungen
- Udo Mayer: Das lädierte Grundgesetz. Pahl-Rugenstein Verlag, Köln 1977.
- Gustav Heinemann: Wiederzulassung der KPD?  In: Juristenzeitung. 22. Jg., Nr. 14, 1967, S. 425–426.
- Carl Nedelmann: Die Gewalt des politischen Staatsschutzes und ihre Instanzen. In: Der CDU-Staat. 1, Suhrkamp, München 1972, S. 174–210.
- Wolfgang Abendroth: Das KPD-Verbotsurteil des Verfassungsgerichtes. In: Antagonistische Gesellschaft und Politische Demokratie. Luchterhand, Neuwied und Berlin 1972, S. 139–174.

## Filme
- Als der Staat rot sah. Justizopfer im Kalten Krieg. Regie: Hermann G. Abmayr. Dokumentation, D 2006.